# Kopalnia węgla brunatnego Kalor

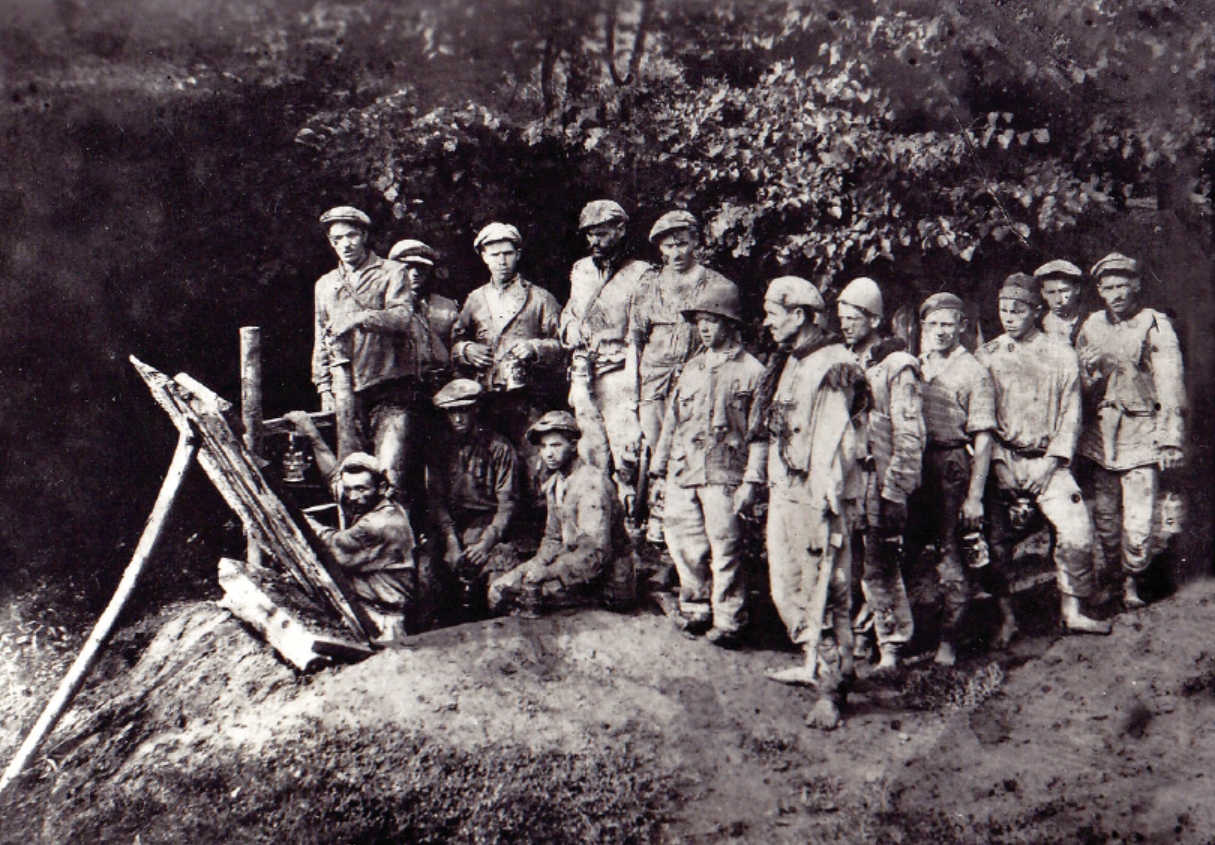
Górnicy rozpoczynający prace przy kopalni węgla brunatnego Kalor w Nowosielicy, 1931 r.

Kopalnia węgla brunatnego Kalor – nieistniejąca podziemna kopalnia węgla brunatnego działająca w latach 1934–1944 w Nowosielicy, obecnie na terenie Ukrainy.

## Warunki geologiczne
1. PATRZ Kopalnia węgla brunatnego Leopold#Warunki geologiczne

## Wcześniejsze wydobycie węgla w Nowosielicy
Węgiel brunatny w rejonie Nowosielicy był eksploatowany co najmniej od XIX wieku. W 1905 roku wydobycie zostało czasowo zaniechane . W 1906 roku wcześniejsza od Kalora kopalnia w Nowosielicy została wymieniona łącznie jako Dżurów-Nowosielice, której właścicielem był Leopold Lityński. Wydobycie roczne obu kopalń wyniosło w 1905 roku 34634,2 tony .

## Historia kopalni
Pierwsze przygotowawcze prace górnicze w celu rozpoczęcia działania kopalni ruszyły w 1931 roku i trwały do 1933 roku.

14 lipca 1932 roku Urząd Górniczy w Stanisławowie zatwierdził plan kopalni.

2 grudnia 1932 podpisano umowę na eksploatację węgla na polu górniczym Jakub pomiędzy firmą Kalor, której założycielami byli: Kornel Serbiński, absolwent Akademii Górniczej w Krakowie, oraz inż. Jan Janowicz z jednej strony, a Gustawem, Ludwikiem i Ferdynandem Chałupami z drugiej, od których firma Kalor ponadto kupiła inną kopalnię.

Zakład obejmował cztery szyby: jeden wentylacyjny i trzy szyby wydobywcze o maksymalnej głębokości 30 metrów, a także kuźnię i sortownię. Sprzęt zakupiono od nieczynnej kopalni węgla brunatnego Zygmunt w Dżurowie.

Pierwszy urobek został wydobyty na powierzchnię z początkiem 1934 roku.
Praca kopalni została zatrzymana 11 kwietnia 1936 roku w wyniku spadku popytu na węgiel produkowany przez ten zakład na rzecz węgla kamiennego ze Śląska. Szyb kopalni został zlikwidowany poprzez zasypanie.
W 1939 roku na teren Nowosielicy wkroczyła armia radziecka, co skutkowało znacjonalizowaniem kopalni i wznowieniem jej pracy. Na początku października 1939 roku wydobycie wynosiło około 1 tonę na dzień, w następnym miesiącu wzrosło do 10 ton dziennie.
1 sierpnia 1941 Nowosielica została zajęta przez wojska hitlerowskie, co wiązało się również z przejęciem kopalni przez Niemców. Zakład pracował w tym czasie całą dobę.
W 1944 roku kopalnia ponownie trafiła w ręce radzieckie, górnicy zostali wysłani na front, maszyny wywiezione do kopalni węgla w Trościańcu, a praca zakładu została ponownie zatrzymana.